# Axel R. Johansson

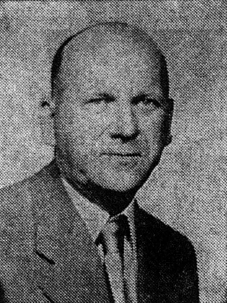
Axel R. Johansson

Carl Axel Reinhold Johansson, född 5 december 1904 i Kville, Göteborgs och Bohus län, död 25 december 1970 i Fliseryd, Kalmar län, var en svensk landstingsman, kommunalpolitiker och förrådsförman.
Axel R. Johansson, som var son till stenhuggaren Emil Johansson (1877-1952) och Emma Emanuelsdotter (1879-1904), var en tid stenhuggare innan han fick arbete på Jungnerbolaget i Fliseryd, där han sedermera kom att bli förrådsförman. Johansson var socialdemokrat och blev 1934 invald i Fliseryds kommunalfullmäktige; från 1939 fram till sin död 1970 var han dess ordförande. 1950 blev Johansson invald som landstingsman, och var även ledamot i undervisningsunderskottet. Han var aktiv i facket och föreningslivet, och var med i bildandet av Fliseryds arbetarkommun. Därutöver grundade han Metalls avdelning 341 i Fliseryd. Johansson tillhörde också styrelsen för Svenska industritjänstemannaförbundet. Han verkade även för att Fliseryd skulle få kvarstå som egen kommun.